# Wasserburg am Inn
Wasserburg am Inn är en stad i Landkreis Rosenheim i Regierungsbezirk Oberbayern i förbundslandet Bayern i Tyskland.